# Krtovce
Krtovce es un municipio del distrito de Topoľčany en la región de Nitra, Eslovaquia, con una población estimada a final del año 2024 de 288 habitantes.
Se encuentra ubicado al norte de la región, cerca del río Nitra (cuenca hidrográfica del Danubio) y de la frontera con las regiones de Trnava y Trenčín.

## Demografía
| Año        | 1994 | 2004    | 2014    | 2024    |
| ---------- | ---- | ------- | ------- | ------- |
| Población  | 296  | 320     | 316     | 288     |
| Diferencia |      | +8,10 % | −1,25 % | −8,86 % |

| Año        | 2023 | 2024    |
| ---------- | ---- | ------- |
| Población  | 287  | 288     |
| Diferencia |      | +0,34 % |